# Ligne de Conflans - Jarny à Metz-Ville
La ligne de Conflans - Jarny à Metz-Ville est une ligne de chemin de fer française de Meurthe-et-Moselle et de la Moselle. Elle reliait la gare de Metz-Ville à la gare de Conflans - Jarny. La section de Batilly à Metz est aujourd'hui déclassée et déposée, seule subsiste la section de Conflans - Jarny à Batilly.
Elle constitue la ligne n°086 000 du réseau ferré national.
Dans l'ancienne nomenclature de la région Est de la SNCF, elle était numérotée « ligne 12.8 » et désignée en tant que « Ligne Conflans - Jarny - Metz ».

## Historique
Par une convention signée avec le ministre des Travaux publics le 1er mai 1863, la Compagnie des chemins de fer de l'Est reçoit la concession d'une ligne de Reims à Metz dont la section de Conflans - Jarny à Metz constitue un tronçon. Cette convention est approuvée par décret impérial le 11 juin 1863.
La ligne est ouverte dans son intégralité le 1er avril 1873 par la Direction générale impériale des chemins de fer d'Alsace-Lorraine (EL).
La ligne est fermée au service voyageurs le 6 juin 1973. La section de Longeville-lès-Metz à Batilly est fermée au service marchandises à la même date puis déclassée le 5 mai 1988.
La section de Conflans - Jarny à Batilly est toujours ouverte au service du fret.

## Caractéristiques
Le chaînage des points kilométriques (PK) constitue le prolongement de la ligne de Saint-Hilaire-au-Temple à Hagondange. Ainsi, bien que Conflans - Jarny soit à l'origine des infrastructures de cette ligne, cette dernière gare se trouve au PK 316,9. La gare de Metz-Ville était située au PK 347.
La ligne desservait les gares de Conflans - Jarny, Giraumont-village (PK 321), Batilly (PK 325,4), Amanvillers (ancienne gare frontière) (PK 331,5), Châtel-Saint-Germain (PK 337,6), Moulins-lès-Metz (PK 339,8), Longeville-lès-Metz (PK 341,4), Metz-Sablon (triage) et Metz-Ville.
À Metz, il reste environ 600 mètres de voies jusqu'aux environs de la route départementale 603.

## Exploitation
Ligne "capillaire" fret, elle dessert l'usine Renault de Batilly.